# Transit (satélite)

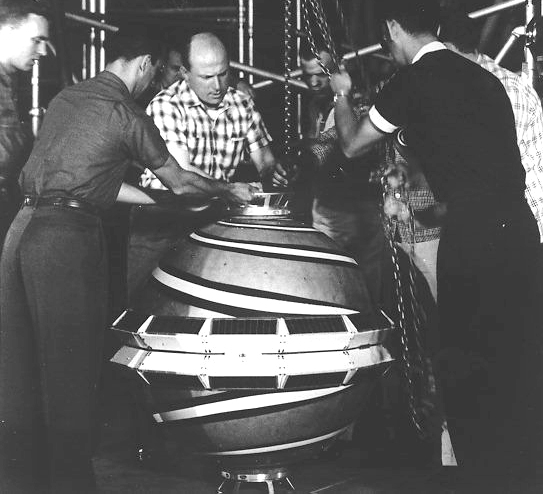
Satélite Transit-1A.

El sistema TRANSIT, también conocido como NAVSAT (Navy Navigation Satellite System), fue el primer sistema de navegación por satélite en funcionar. En su primera etapa, fue utilizado por la marina de los EE. UU. para conseguir información precisa para el lanzamiento de misiles submarinos y para la navegación de los barcos y submarinos, también se utilizó para estudios topográficos, geotécnicos e hidrográficos.
Días después del lanzamiento del Sputnik (URSS – 4 de octubre de 1957), los científicos George Weiffenbach y William Guier querían determinar la órbita del satélite analizando el efecto doppler en sus señales de radio. Es entonces cuando se sugirió que si se podía predecir la posición del satélite, el efecto doppler se podría utilizar para localizaciones en la tierra.
Desde los satélites del sistema TRANSIT se transmiten dos señales portadoras (UHF) periódicamente (cada dos minutos). Las incidencias de la órbita y correcciones del reloj se actualizan dos veces al día. Con esta información se calcula la posición del satélite a lo largo del tiempo. Al utilizar dos señales, se reduce el número de errores. Este sistema hizo posible la sincronización de los relojes en todo el mundo con una precisión de 50 microsegundos.
El procedimiento que permite al receptor obtener la información de la localización de un objeto es por el efecto Doppler (aparente cambio de frecuencia de una onda producido por el movimiento de la fuente respecto a su observador). El emisor de la señal viaja en el satélite a unos 27.000 km/h, lo que incrementa como mucho la frecuencia de la señal en 10 kHz. Este efecto es único para cada ubicación dentro de la línea de visión del satélite
Calcular la localización óptima del receptor es un proceso bastante complejo, con sucesivos ajustes y actualizaciones del objeto a localizar. Si el receptor está en movimiento, también se producirán desajustes y pérdidas de precisión en la efectividad de la localización. La precisión de la medición se ve influida también por la precisión del reloj. La transmisión se efectúa en 150 y 400 MHz. Se utilizan estas dos frecuencias para minimizar el efecto de la ionosfera sobre las señales y así conseguir una localización más precisa.
En un primer momento, solo se podían realizar las localizaciones mientras que el satélite se encontrara en el horizonte visible con la porción terrestre a analizar. Esto significaba que había zonas que tardaban en recibir nuevos datos fácilmente más de dos horas.
Este sistema fue pionero en muchas de sus características, tales como la corrección por el efecto de la ionosfera, o los detectores solares de altitud, lo que supuso grandes avances en muchas áreas de la ciencia.
El lanzamiento de este satélite supuso también la mejora de otros sistemas como los microprocesadores, consiguiéndose mejoras en su tamaño, potencia de cálculo y demás características (por ejemplo el AN/UYK-1, instalado en los submarinos de la marina americana).
Todavía hoy, el legado de Navsat se puede ver en la aplicación a muchas innovaciones y descubrimientos científicos, tales como sistemas de estabilización, conocimientos del campo gravitacional de la Tierra o aplicaciones biomédicas (marcapasos recargables o desfibriladores…)
Este sistema se quedó obsoleto tras la aparición del GPS (Global Positioning System), ya que las mejoras electrónicas permitieron al sistema GPS realizar mediciones y cálculos de manera mucho más eficiente, por lo que el sistema NAVSAT dejó de funcionar en el año 1996.